# HMS Fortune (1913)
HMS Fortune var en brittisk jagare av Acasta-klass som tjänstgjorde under det första världskriget. Hon sänktes vid slaget vid Jylland av tysk artillerield.